# جورج روبرتس (عازف جاز)
جورج روبرتس (بالإنجليزية: George Roberts)‏ هو عازف جاز أمريكي، ولد في 22 مارس 1928 في دي موين في الولايات المتحدة، وتوفي في 28 سبتمبر 2014 في فالبروك في الولايات المتحدة بسبب تصلب متعدد وذات الرئة.

## وصلات خارجية
- جورج روبرتس على موقع ميوزك برينز (الإنجليزية)
- جورج روبرتس على موقع أول ميوزيك (الإنجليزية)
- جورج روبرتس على موقع ديسكوغز (الإنجليزية)